# Dam som skriver ett brev, tillsammans med sin jungfru
Dam som skriver ett brev, tillsammans med sin jungfru är en oljemålning av Johannes Vermeer från 1670–71.

## Beskrivning av målningen
Målningen visar en borgerlig husfru som skriver ett brev på ett skrivbord som är täckt av en orientalisk matta, möjligen ett kärleksbrev till sin älskare. Bakom henne på något avstånd står en väntande tjänstekvinna, som antagligen överbringar budskape. Hon står med armarna i kors och tittar bort, ut genom fönstret.  Jungfruns distans och korslagda armar antyder ett psykologiskt avstånd från husfrun, även om hennes närvaro i rummet under nedtecknandet av ett privat brev samtidigt antyder en intimitet mellan dem. 
På väggen bakom kvinnorna hänger en oljemålning av Peter Lely från första hälften av 1600-talet, som föreställer Moses i sin korg i Nilens vass, samma målning som finns i Astronomen.

## Proveniens
Målningen såldes aldrig av Johannes Vermeer under dennes livstid. Den gavs sannolikt i januari 1676, tillsammans med en annan Vermeer-målning, av hans änka Catharina Bolnes till bagaren Hendrick van Buyten (1632–1701) som säkerhet för skulder. Van Buyten efterlämnade vid sin död tre målningar av Vermeer, varav sannolikt denna målning var en.  Den såldes på auktion i Rotterdam efter köpmannen Josua van Belle (1637–1710). Den ärvdes 1734 av Hendricj van Slingelandt i Haag (1702–59) och efter denne av änkan Maria Catharina van der Burch (1734–61), och därefter andra medlemmar av denna släkt under 1700-talet.
Under andra hälften av 1800-talet ägdes målningen av bankiren Viktor von Miller zu Aichholz (1845–1910)  i Wien, vilken sålde den till konsthandlaren Charles Sedelmeyer, i Paris 1881. Den köptes samma år av industrimannen E. Secrétan i Paris, och köptes efter ytterligare ett par ägarbyten av den tysk-sydafrikanske gruvägaren Alfred Beit [1853–1906) i London omkring 1895. Den ärvdes av brodern Otto Beit (1865–1930) år 1906 och därefter av Alfred Beit (1903–94) i Russborough House i Irland 1930.

### Stölder
Målningen stals vid två tillfällen: 1974 och 1986. I april 1974 stals den tillsammans med två verk av Francisco de Goya, två verk av Thomas Gainsborough och tre verk av  Peter Paul Rubens från Russborough House av beväpnade medlemmar av  Irländska republikanska armén. Tjuvarna använde skruvmejslar för att skära ut dukarna ur ramarna. Samtliga stulna målningar återfanns efter åtta dagar i en stuga i grevskapet Cork. 
Målningen stals åter 1986 av ett gäng under Dublingangstern Martin Cahill (1949–94). Denne begärde en lösensumma på 20 miljoner brittiska pund för Vermeermålningen och några andra konstverk, vilket inte betalades ut. Målningen återlämnades slutligen på Antwerpens flygplats i augusti 1993 vid en av den irländska polisen anordnad blåsningsaktion. Den hade då sedan sex år tillbaka donerats i sin frånvaro till National Gallery of Ireland i Dublin.